# 高山市立山王小学校
高山市立山王小学校（たかやましりつ さんのうしょうがっこう）は、岐阜県高山市にある小学校。

## 校区
全て高山市内。
- 片野町
- 石浦町
- 森下町
- 神明町
- 上一之町
- 上二之町
- 上三之町
- 片原町
- 城山町

## 沿革
- 1874年（明治7年）3月 - 
  - 千島村に千島学校が開校。校区は片野村、石浦村、千島村。
  - 七日町村に灘学校が開校。校区は西之一色村、七日町村、花里村、上岡本村、下岡本村、桐生村。
- 1875年（明治8年）1月31日 - 大野郡灘郷、大八賀郷のうち23ヶ村[注釈 1]が合併し、大名田村となる。
- 1878年（明治11年） - 灘学校の新校舎が飛騨国分寺境内に完成。
- 1886年（明治19年） - 千島学校が千島簡易科小学校、灘学校が灘簡易科小学校に、それぞれ改称する。
- 1888年（明治21年） - 千島簡易科小学校が千島尋常小学校、灘簡易科小学校が灘尋常小学校に、それぞれ改称する。
- 1892年（明治25年）5月19日 - 大名田村が、大名田村[注釈 2]、灘村[注釈 3]、大八賀村[注釈 4]に分離する。
- 1897年（明治30年） - 千島尋常小学校と灘尋常小学校を統合し、大名田尋常小学校となる。大八賀村に委託[注釈 5]していた江名子地区の児童が大名田尋常小学校へ転入する。
- 1901年（明治34年）9月 - 江名子分教場を設置。
- 1902年（明治35年） - 大名田尋常高等小学校に改称する。
- 1904年（明治37年） - 農業補習学校を併設する。
- 1923年（大正12年）10月10日 - 大名田村が町制施行。大名田町となる。
- 1929年（昭和4年） - 大名田第二尋常小学校が分離。これに伴い、大名田尋常高等小学校は大名田第一尋常高等小学校に改称する。江名子分教場は大名田第一尋常高等小学校江名子分教場となる。
- 1936年（昭和11年）
  - 11月1日 - 高山町と大名田町が合併し市制施行。高山市となる。
  - 不明 - 大名田第一尋常高等小学校は第一尋常高等小学校、大名田第二尋常小学校は第二尋常小学校に、それぞれ改称する。
- 1941年（昭和16年） - 第一尋常高等小学校は第一国民学校、第二尋常小学校は第二国民学校に、それぞれ改称する。
- 1943年（昭和18年） - 第一国民学校が現在地に移転。
- 1944年（昭和19年） - 第二国民学校が廃校。児童は第一国民学校に転入する。第二国民学校の校舎と敷地は、そのまま岐阜県立高山航空工業学校[注釈 6]となる[注釈 7][注釈 8]。
- 1947年（昭和22年） - 高山市立第一小学校に改称する。江名子分教場は高山市立第一小学校江名子分校に改称する。
- 1950年（昭和25年） - 高山市立山王小学校に改称する。江名子分校は高山市立江名子小学校として独立する。
- 1956年（昭和36年） - 高山赤十字病院内に養護学級を開設。
- 1967年（昭和42年） - 新校舎（鉄筋コンクリート造4階建）が完成。以降1975年まで増築し、現在の東舎となる。
- 1978年（昭和53年） - 校舎（現・西舎）が完成。
- 1988年（昭和63年） - 花里小学校が分離。
- 1994年（平成6年） - 開校120周年。